# Иноземцев, Александр Александрович
Алекса́ндр Алекса́ндрович Инозе́мцев (род. 9 апреля 1951, Камышин, Сталинградская область) — российский учёный, специалист в области авиационных двухконтурных двигателей, энергетических газотурбинных установок и газотурбинных электростанций, академик РАН (2022). Герой Труда Российской Федерации (2023).

## Биография
Родился 9 апреля 1951 года в городе Камышин Волгоградской области. В юности занимался музыкой.
В 1973 году с отличием окончил Пермский политехнический институт, специальность «Авиационные двигатели». Ученик П. А. Соловьёва.
С октября 1973 года работает в Пермском моторостроительном конструкторском бюро (ОКБ-19), в настоящее время это АО «Авиадвигатель», где прошёл путь от инженера-конструктора до главного конструктора — первым заместителем руководителя Моторостроительного конструкторского бюро (с мая 1983 года), а с сентября 1997 года — генеральный конструктор ОАО «Авиадвигатель».
В 1999 году защитил докторскую диссертацию.
28 июня 2001 года назначен генеральным директором — генеральным конструктором ОАО «Авиадвигатель».
С 2003 года по 2009 год совмещал руководящие посты на предприятиях Пермского моторостроительного комплекса (главные из которых — ОАО «Авиадвигатель», ОАО «Пермский Моторный Завод»). В 2008 году присвоено учёное звание профессора.
28 октября 2016 года избран членом-корреспондентом РАН по Отделению энергетики, механики, машиностроения и процессов управления.
Сын занимается информационными технологиями, дочь — иностранными языками.

## Научная деятельность
Специалист в области авиационных двухконтурных двигателей, энергетических газотурбинных установок и газотурбинных электростанций.
Автор 114 научных работ, в том числе 2 монографий и 3 авторских свидетельств и 61 патента.
Главный конструктор по двигателю ПС-90А.
Основные научные результаты:
- разработаны принципы концептуального проектирования авиационных двигателей с высокой степенью двухконтурности для средне- и дальнемагистральных самолётов;
- разработаны методологии проектирования газотурбинной техники с применением многоуровневой системы математических моделей физических процессов;
- разработаны методологии и стратегии управления ресурсом газотурбинной техники без опережающей стендовой наработки..

С 2000 года — руководитель кафедры «Авиационные двигатели» Пермского государственного технического университета.

### Научно-организационная деятельность
- академик Российской академии наук авиации и воздухоплавания;
- член-корреспондент Академии технологических наук Российской Федерации;
- член редакционного совета журналов «Вестник Пермского научного центра УрО РАН», «Авиационная промышленность», «Вестник ПНИПУ. Аэрокосмическая промышленность». «Двигатель»;
- член докторского диссертационного совета ПНИПУ;
- член диссертационного совета Уральского федерального университета.

## Награды
- Герой Труда Российской Федерации (1 мая 2023) — за особые трудовые заслуги перед государством и народом[5]
- Строгановская премия 2014 в номинации «За выдающиеся достижения в экономике и управлении» (5 мая 2015) — за успешное руководство предприятием и разработку новой высокотехнологичной продукции [6]
- Премия Правительства Российской Федерации 2013 года в области науки и техники (20 февраля 2014) — за создание и внедрение газотурбинных электростанций серии «Урал» для работы на нефтяном попутном газе[7]
- Лауреат премии имени академика А. М. Люльки в области авиационной техники (24 декабря 2010) — за работу «Двигатель ПС-90А2. Совершенствование и сертификация модификации двигателя ПС-90А»[8]
- Орден Почёта (29 июня 2010) — за большой вклад в разработку, создание новой специальной техники и многолетний добросовестный труд[9]
- Лауреат премии Пермского края 2013 года в области науки
- Лауреат премии имени А. Н. Косыгина (2006)[10]
- Государственная премия Российской Федерации 2000 года в области науки и техники (26 декабря 2000) — за создание дальнего магистрального пассажирского широкофюзеляжного самолёта Ил-96-300 с турбовентиляторными двигателями ПС-90А
- Медаль ордена «За заслуги перед Отечеством» II степени (20 октября 1999) — за заслуги перед государством, высокие достижения в производственной деятельности и большой вклад в укрепление дружбы и сотрудничества между народами[11]
- Медаль имени Е.Н. Аврорина (УрО РАН, 10 сентября 2021) — за цикл работ по теме «Инновационные газотурбинные технологии авиационных двигателей и энергетических установок»
- Юбилейная медаль «100 лет гражданской авиации России» (2023)
- Почётный авиастроитель
- Нагрудный знак «Отличник воздушного транспорта»
- Почётный гражданин города Перми

## Из библиографии
- Авиационный двигатель ПС-90А / А. А. Иноземцев [и др.]; под ред. А. А. Иноземцева. — Москва : Либра-К, 2007. — 319 с. : ил., табл.; 29 см; ISBN 5-94446-002-4-3

### Учебные пособия
- Основы конструирования авиационных двигателей и энергетических установок : учебник для студентов вузов, … по направлению 160300 «Двигатели летательных аппаратов», по специальности 160301 «Авиационные двигатели и энергетические установки», по дисциплине «Основы конструирования авиационных двигателей и энергетических установок» / А. А. Иноземцев, М. А. Нихамкин, В. Л. Сандрацкий. — Москва : Машиностроение, 2008. — 30 см. — (Газотурбинные двигатели).
  - Т. 1: Общие сведения. Основные параметры и требования. Конструктивные и силовые схемы. — 2008. — 199, [1] с. : ил., цв. ил., табл.; ISBN 978-5-94275-400-6
  - Т. 2: Компрессоры. Камеры сгорания. Форсажные камеры. Турбины. Выходные устройства. — 2008. — 366, [1] с. : ил., цв. ил., табл.; ISBN 978-5-94275-401-3
  - Т. 3: Зубчатые передачи и муфты. Пусковые устройства. Трубопроводные и электрические коммуникации. Уплотнения. Силовой привод. Шум. Автоматизация проектирования и поддержания жизненного цикла. — 2008. — 226 с. : ил., цв. ил., табл.; ISBN 978-5-94275-402-0
  - Т. 4: Динамика и прочность авиационных двигателей и энергетических установок. — 2008. — 191 с. : ил., цв. ил., табл.; ISBN 978-5-94275-403-7
  - Т. 5: Автоматика и регулирование авиационных двигателей и энергетических установок. — 2008. — 185 с. : ил., цв. ил.. табл.; ISBN 978-5-94275-404-4

### Редакторская деятельность
- Точность курса проверена небом : [посвящается 75-летию ОАО «Авиадвигатель»] / [редкол.: А. А. Иноземцев и др.]. — Пермь : СИА Групп, 2014. — 235 с. : ил., портр., цв. ил., портр.; 22х29 см; ISBN 978-5-9905302-2-5